# Усадебно-парковый комплекс Ельских (Замостье)
Усадебно-парковый комплекс Ельских (Замостье) (бел. Сядзібна-паркавы комплекс Ельскіх (Замосце) — остатки разрушенной усадьбы, построенной около 1860 года, сейчас располагается в деревне Замостье Пуховичского района Минской области.

## История
Поместье Замостье принадлежало Прозорам. Вместе с дворцово-парковым комплексом Дудичи оно перешло в 1785 году к Станиславу Ельскому, позже — к его сыну Королю. Усадьба строилась в 1860-е годы Александром Ельским, младшим сыном Короля, который получил в наследие поместье с несколькими фольварками в 1857 году.
После смерти Александра в 1916 году, усадьба перешла к его сына Яну.

## Архитектура
Дворцово-парковый комплекс размещался на приподнятой террасе реки Птичь и всключала усадебный дом, парк с небольшими водоёмами, фруктовый сад, хозяйственный дом с тринадцатью строениями.
Усадебный дом в плане был изображён прямоугольной формы, одноэтажным, деревянным, на высоким цоколе, с крышей-дранкой. Главный фасад украшало крыльцо с четырьмя колоннами. Парадный зал был украшен гравюрами и портретами на стенах.
В доме была оборудована домашняя капелла, в которой приезжие священники тайно крестили униатов, которых преследовали в то время.
К дому через большой сад вела главная въездная аллея. Вторая широкая аллея с белыми тополями проходила по краю усадьбы. Дом был окружён небольшим пейзажным парком, который имел несложную водную систему из двух водоёмов.

## Музей
В 1864 году Александром Ельским были созданы библиотека и музей, в фондах которого было около 7 тыс. книжек, 20 тыс. рукописей, более 1 тыс. гравюр, коллекция картин, собрания монет, медалей и предметы археологических находок. Коллекция включала полотна западноевропейских художников (Паоло Веронезе, Марчелло Бачьярели, Яна Пётра Норблина, Давида Младшего Тенирса, Питера Пауля Рубенса), а также белорусских и польских художников (Юзефа Пешки, Франциска Смуглевича, Шимон Чехович, Иосифа Олешкевича, Валентий-Вильгельм Ванькович, Аполлинария Горавского, Яна Дамеля).
В музее были вещи и предметы Адама Мицкевича, Тадеуша Костюшко, Станислава Монюшко. Среди исторических реликвий хранились медали, ордена, слуцкие пояса, автографы всемирно известных людей (Наполеона Бонапарта, Людовика XVI, Джорджа Вашингтона, Петра I).
Библиотека и музей перед Первой мировой войной были вывезены в Краков, часть оказалась в Варшаве. Сегодня коллекции частично потеряны, частично рассеялись по миру. Книги Ельского и предметы его коллекции есть в Национальной библиотеке Беларуси, в Киеве, Львове, Вроцлаве, Кракове. Также есть свидетельства, что отдельные предметы хранятся в архиве Ватикана).

## Современность
Часть водной системы с парком сохранилась. Парковые насаждения выглядят неухоженно. Вокруг фундамента дома растут старые клены и дикие розы.

## Галерея

Изображения усадьбы начала XX века
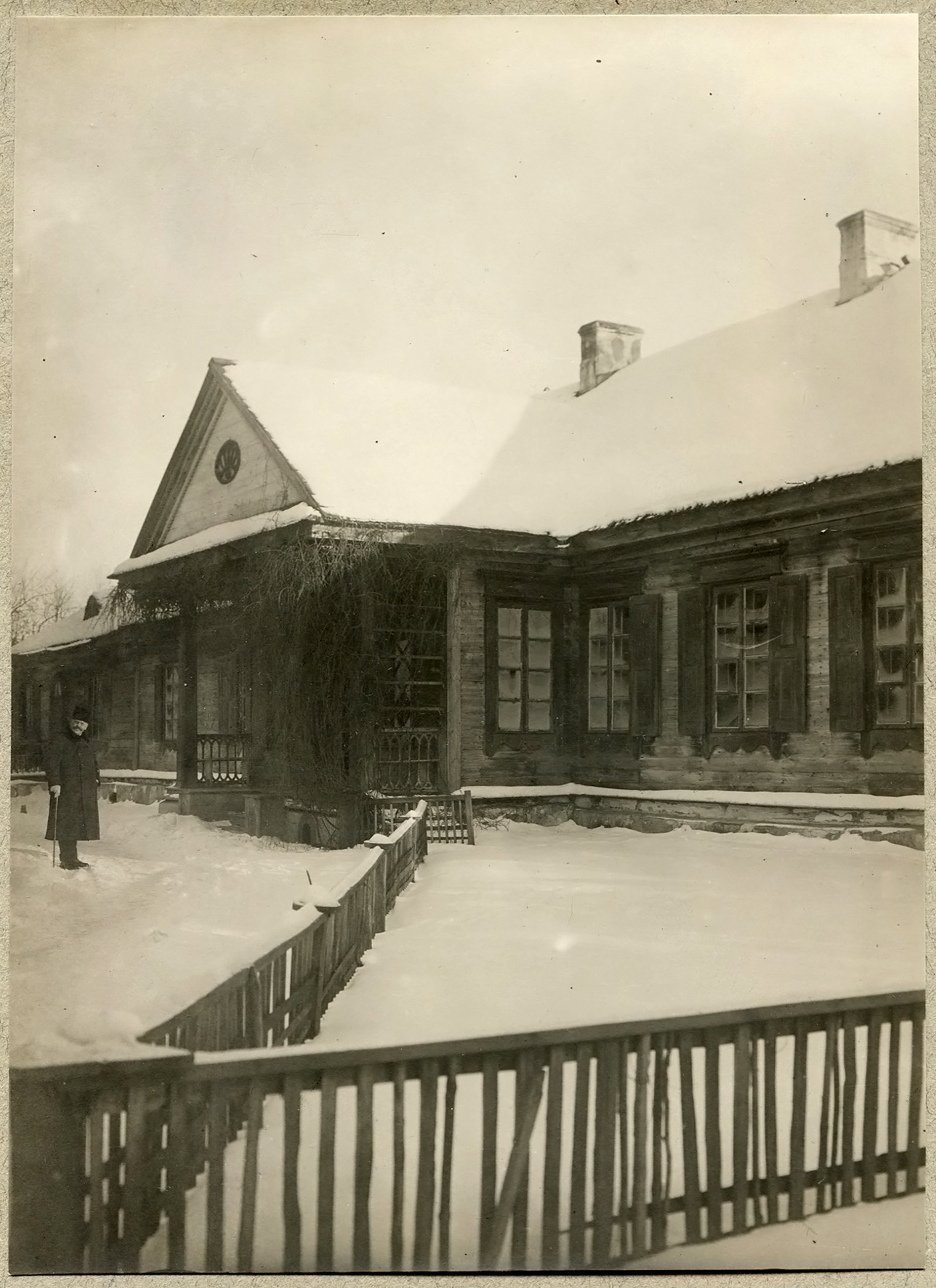
Усадьба, фотография 1914 года
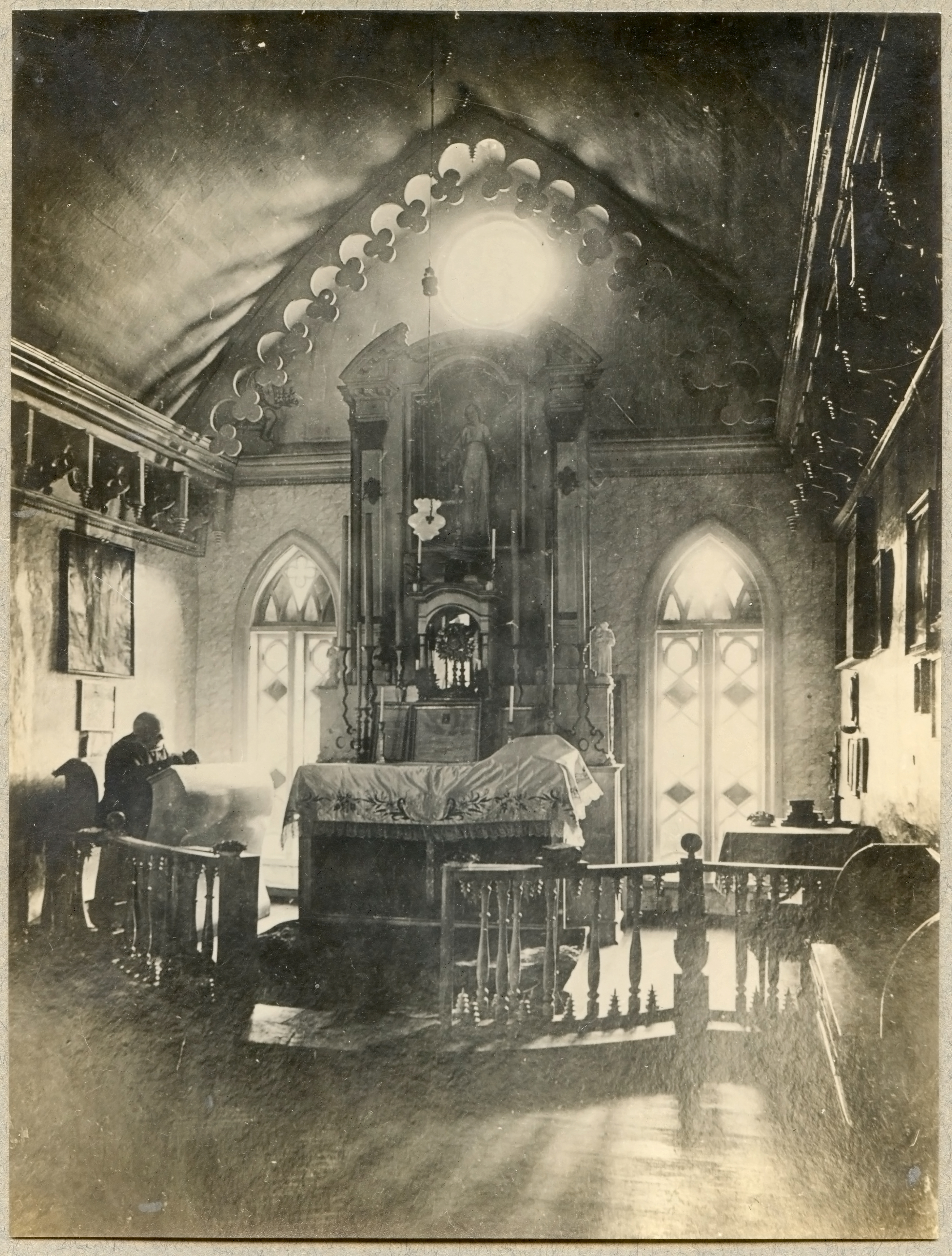
Александр Ельский в родовой капелле (около 1914 г.)
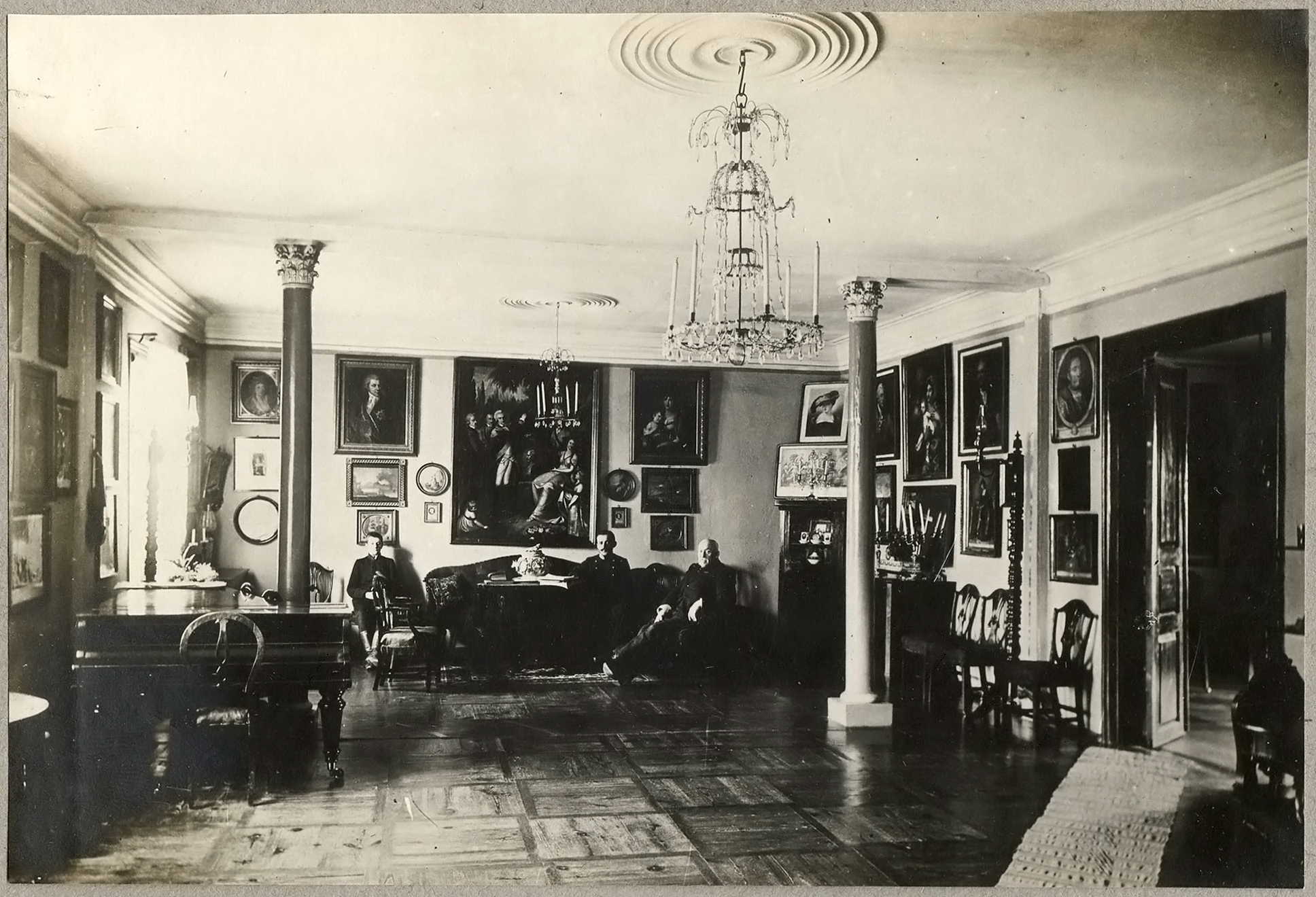
Александр Ельский и его сын Ян в усадьбе (около 1914 г.)
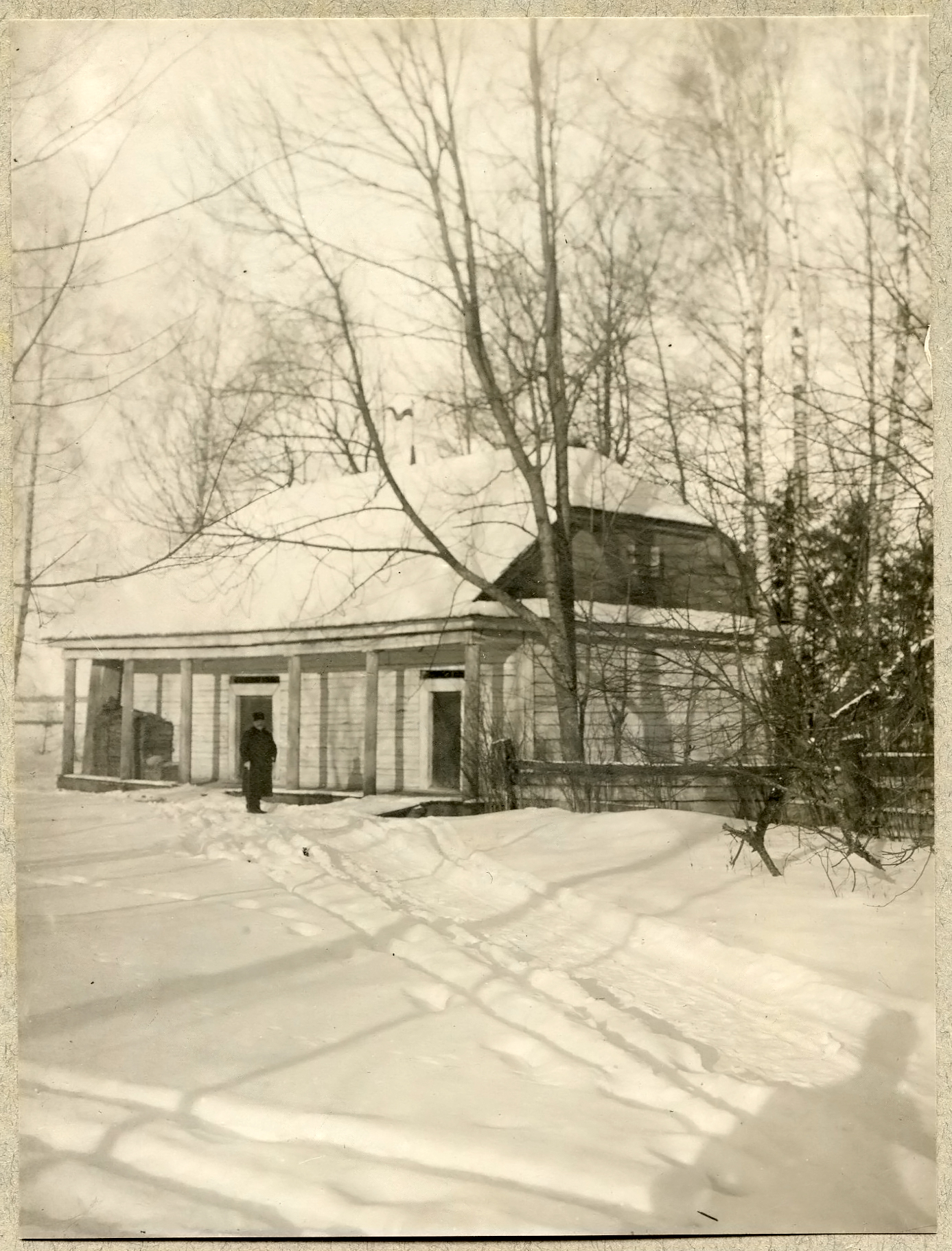
Лямус (1914 г.)